# Fabian Czema (zm. 1605)
Fabian Czema (Cema, von Zehmen) herbu własnego (ur. 1539 lub 1540, zm. 22 sierpnia 1605) – wojewoda malborski (1581–1605), starosta kiszporski i sztumski (1565–1605). 
Syn Achacego Czemy, dyplomaty czasów ostatnich Jagiellonów.
Był wyznawcą luteranizmu. Był wybrany prowizorem przez protestancko-prawosławną konfederację wileńską w 1599 roku. 